# 張智倫
張智倫（1983年11月24日—），中華民國政治人物、會計師，中國國民黨籍，現任新北市第八選舉區立法委員。為張慶忠和陳錦錠之次子。

## 早年
張智倫出生於臺北市，童年時隨家庭定居新北市中和區，就讀南山高中，銘傳大學會計系，後來赴美國費爾里·狄金生大學進修會計碩士。
張智倫於美国當地考取會計師執照，擔任美國、台灣會計師，返台後於嘉威聯合會計師事務所擔任會計師，擔任其父張慶忠所創立的賢清文教基金會執行長，並兼任國立臺北商業大學助理教授。

## 從政
曾任職於其母陳錦錠新北市議員議會助理一職及國民黨中央委員。2020年3月當選為國民黨中和黨部主委。

### 2020立法委員黨內初選
2019年5月，連任第六、七、八屆新北市第八選舉區（中和區）立法委員張慶忠推派次子張智倫參加同區2020年立委中國國民黨提名初選，結果落敗給前中和市長邱垂益之子邱烽堯。
2019年11月，國民黨公布第10屆不分區立法委員名單，張智倫被排入不分區第27名。後經中常會再次確認並調整名單，最終排名移至第26名。
選舉結果政黨得票數472萬3504票、得票率33.36%，分配到13席不分區席次，未能當選該屆立法委員。

### 2024立法委員
2023年4月17日領表登記新北國民黨立委初選，爭取中和區提名；5月20日勝出國民黨新北市第八選舉區初選，同選區的有民進黨候選人吳崢、民眾黨候選人邱臣遠。2024年1月13日當選立委。
2024年4月，與傅崐萁及其他16名中國國民黨籍立法委員赴中國大陸參訪，並會見中國共產黨中央政治局常委、政協主席王滬寧和國台辦主任宋濤等人。

### 面臨罷免
在2025年初，張智倫被當區選民提出要罷免，因為缺席了公辦電視的罷免說明會，結果遭到罷免團體質疑他未有積極面對罷免的訴求。

## 事件及爭議

### 公器私用
2023年11月7日張智倫遭民眾投訴指出，6日張智倫與新北市長侯友宜出席位於中和區國民運動中心舉辦的中和體育嘉年華活動時，動員在校學生上課時間請假為其造勢。兩人不僅高喊「凍蒜」，張智倫也穿著競選背心進入運動中心內，與侯友宜拿著後援會布條合影，並且在運動中心發放國民黨競選文宣遭民眾投訴指政治入侵公家場所。

### 違建
2023年11月20日，週刊報導，張智倫的父親、前立委張慶忠位於中和區的透天厝頂樓有加蓋的違建，作為高爾夫練習場使用。該違建部分比對空拍圖，比合法可使用範圍，長度多出6成，高度多出1倍。張智倫聲稱，該違建是民國80年興建，早於新北市府85年以前既存違建緩拆期限。但隨後遭新北市政府打臉四樓高爾夫球練習場為新違建，屬於即報即拆須全部拆除的違建設施。張智倫稱，關於家人的違建，後續處置一切依法辦理。拆除施工過程違反《職業安全衛生法》等法令，高空作業未做安全防護。
2023年11月21日工務局解釋，透天厝3樓在2009年6月25日完工，屬於既存違建，法定不用立即拆除，但4樓加蓋成高爾夫球練習場，他們完全沒有接獲檢舉，跟週刊投訴人的說法不一樣。

### 「你在中和沒資產 不是中和人」
2023年11月29日，在地方行程上張智倫主動邀請吳崢針對其家族爭議當面進行討論。張智倫手持吳崢的文宣，質疑文宣內容不實，吳崢表示，包含張智倫家族財產是公職人員財產申報公開資料、張智倫家族公司汙染裁罰紀錄資料，是來自透明足跡網站；陳錦錠樁腳涉賄選遭判刑三年半，資訊來自司法院判決書查詢。一切質疑皆有憑據。張智倫表示，選舉不能「攻擊」對手，也不能「攻擊」對手的父母。吳崢則表示，其父張慶忠及其母陳錦錠皆為前任或現任民意代表，而張智倫時常在地方上強調「一人當選，全家服務」，其父母財產問題也應當受大眾檢視。
張智倫數次詢問吳崢，住在中和哪裡。吳崢反問張智倫為何要詢問個資，並回答張智倫他住在中和忠孝街。張智倫則說，「你根本沒有中和資產，你中和資產在哪裡？」吳崢回答自己名下沒有房產，張智倫在表示「你不是中和人，你根本就沒有中和的資產」後，隨即搭車離去。

### 疑似財產申報不實
張智倫配偶彭涵於2018年6月在美國加州購入一戶獨棟住宅，但房產未見於《公職候選人財產申報表》及《公職人員財產申報表》，被質疑是隱匿財產。對此，張智倫辦公室表示「已申報」。7月15日，民進黨發言人吳崢表示，張智倫曾在2023年12月及2024年3月進行二次財產申報，二次皆無此筆房產。
另外，張智倫家族亦被指擁有大量房地產，投資炒高房價，但另一方面刪租屋補助，備受一啲批評。

### 攻擊民防單位導致預算遭刪
張智倫曾經攻擊「黑熊學院」等民防機構，並成功達成刪減相關民防預算。
他指控內政部編列民防預算指名「黑熊學院」、「壯闊台灣」辦理，但內政部反駁當時只是舉例。及後，藍白立委提案刪除內政部「全社會防衛韌性訓練工作費」 900 萬元、警政署精進民力任務隊減列 1109 萬元，並在多數優勢下表決通過。

### 誤搬火鍋料
2025年7月11日，一間位於中和的火鍋店發現原本置放於店門口的火鍋料失蹤了，原以為是被小偷偷走，在調閱監視器後發現是張智倫於前往阿里山的里民活動出發前準備時誤搬了火鍋店前的火鍋料。後來里辦公室趕緊來向火鍋店賠償火鍋料所價值的900元。

### 以暴力問政
2024年11月6日，立法院財委會續審《財劃法》部分條文修正草案，張智倫曾經對民進黨立委郭國文鎖喉，還在衝突時爆粗口。郭國文事後指控，國民黨用暴力禁止發言，自己身為財委會委員，對《財劃法》修法有意見想表達，只是走上前發言，張智倫等非財委會的藍委就動手推他，完全禁止所有討論。

## 選舉紀錄
| 年度 | 選舉屆數             | 選舉區                                 | 所屬政黨   | 得票數    | 得票率 | 當選標記 | 備註 |
| ---- | -------------------- | -------------------------------------- | ---------- | --------- | ------ | -------- | ---- |
| 2020 | 第十屆立法委員選舉   | 全國不分區及僑居國外國民立法委員選舉區 | 中國國民黨 | 4,723,504 | 33.36% |          |      |
| 2024 | 第十一屆立法委員選舉 | 新北市第八選舉區                       | 中國國民黨 | 89,808    | 42.70% |          |      |

## 個人生活
依據中央選舉委員會公佈2019年候選人財產申報檔案，統計國民黨和民進黨兩黨不分區候選人所申報的財產內容。在房地產筆數或現金存款價值方面，張智倫位居第二名，僅次於謝龍介的59筆，總共有49筆。

## 外部連結
- 張智倫的Facebook專頁
- 張智倫的Threads帳號 （页面存档备份，存于）